# Whaddon Hall
Whaddon Hall ist ein Herrenhaus in Whaddon in der englischen Grafschaft Buckinghamshire. Es liegt sechs Kilometer westlich von Bletchley Park (B.P.), der ehemals zentralen militärischen Dienststelle, die sich im Zweiten Weltkrieg erfolgreich mit der Entzifferung des deutschen Nachrichtenverkehrs befasste. Die daraus abgeleiteten strategischen und taktischen Ultra-Informationen für die alliierten Truppen und Agenten wurden von Whaddon Hall aus weitergeleitet und zumeist per Funk gesendet. Gleichzeitig diente es als Quartier des Radio Security Service (RSS).

## Geschichte

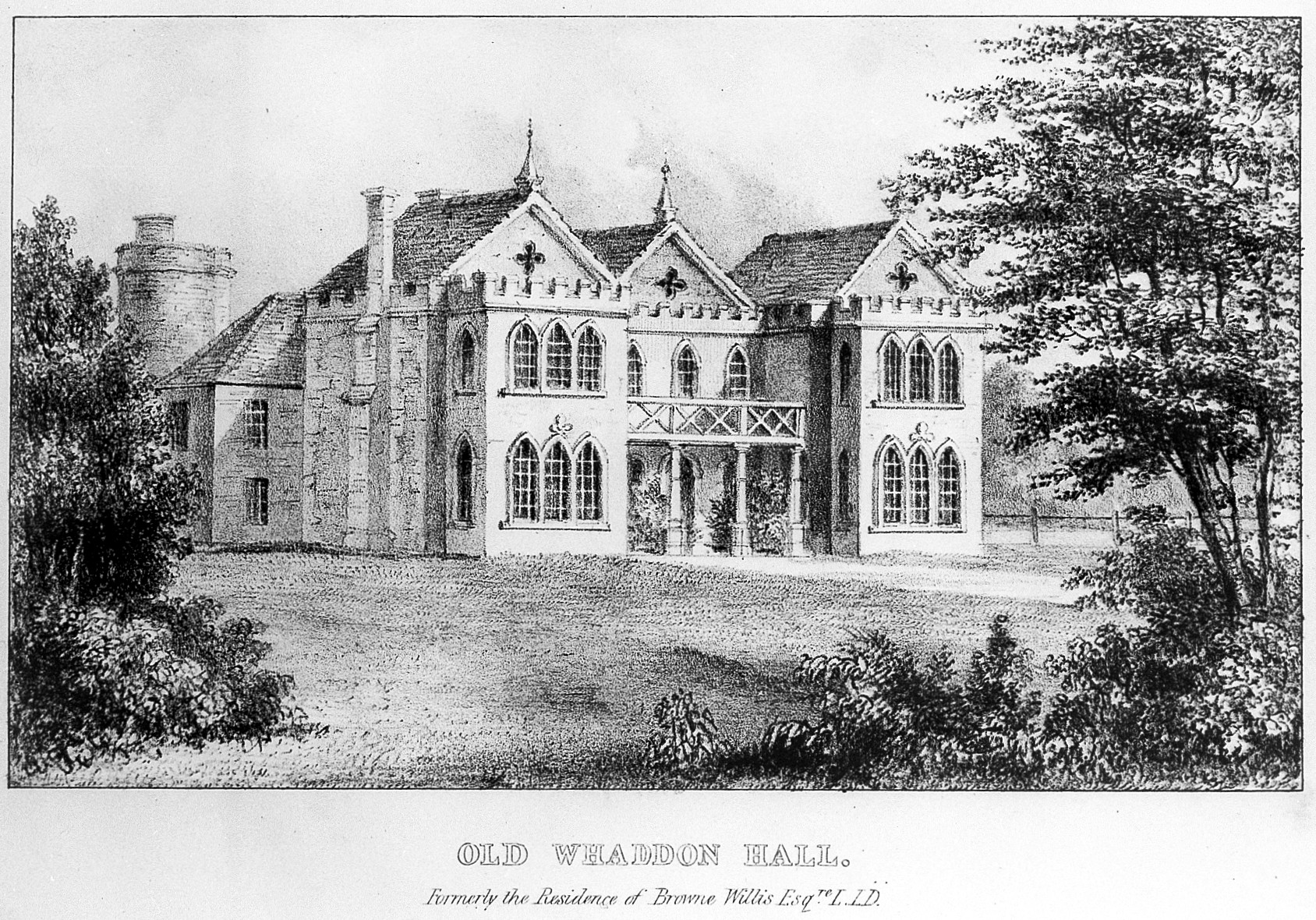
Das ursprüngliche Whaddon Hall

Schon im 11. Jahrhundert war hier ein erstes Gebäude errichtet worden, das in der Folge mehrfach umgebaut und im 15. Jahrhundert um einen Park erweitert wurde. Im späten 18. Jahrhundert wurde es abgerissen und im frühen 19. Jahrhundert durch den Neubau des Herrenhauses (englisch The Mansion) ersetzt.
In der ersten Hälfte der 1940er-Jahre diente Whaddon Hall als Hauptquartier der Abteilung VII des britischen Auslandsgeheimdienstes MI6, auch bekannt als Secret Intelligence Service (SIS). Es war eine wichtige Außenstelle von B.P. und war die Sendestelle für die Übermittlung eigener Funknachrichten.